# Евальд Ахтерман
Евальд Ахтерман (нім. Ewald Achtermann; 20 листопада 1911, Шеппенштедт — ???) — службовець табору смерті Аушвіц, роттенфюрер СС.

## Біографія
Вступив у СС 15 жовтня 1940 року.
У Аушвіці виконував обов'язки керівника газової камери № 2 і крематорію.
Зник безвісти 9 березня 1945 року.

## Звання
- Штурмман СС (1 грудня 1941)
- Роттенфюрер СС (1 лютого 1943)

## Нагороди
- Хрест Воєнних заслуг 2-го класу з мечами (20 квітня 1943)